# Mabel Besant-Scott
Mabel Emily Besant-Scott (Leckhampton, 1870 — Gloucestershire, 1952) foi uma teosofista, co-maçom e rosacrucianista britânica.
Ela era filha de Frank e Annie Wood Besant. Seu irmão mais velho era Arthur Besant.
Mabel Besant casou-se em 1892 em  Marylebone, Londres, com um jornalista chamado Ernest Scott. Mudaram-se para a Austrália aonde ele se converteu ao catolicismo. Entretanto, foi preso por solicitar sexo a um garoto de dez anos de idade e foi sentenciado por muitos anos, levando Besant-Scott ao divórcio.
Depois do divórcio, Mabel Besant-Scott retornou a Inglaterra. Durante algum tempo auxiliou sua mãe com a Co-Maçonaria Britânica e com Sociedade Teosófica Adyar. Depois que sua mãe faleceu, Mabel Besant-Scott por um curto espaço de tempo tornou-se líder da Co-Maçonaria britânica. Renunciando inesperadamente depois de um curto período de tempo que ela havia ingressado a Ordem Rozacruz de Crotona, levando com ela alguns de seus seguidores da Co-Maçonaria. Junto com George Alexander Sullivan ela gerenciou o teatro rosacruz perto de Christchurch, Inglaterra.